# Sociedade Brasileira de Física
Die Sociedade Brasileira de Física (SBF), deutsch Brasilianische Gesellschaft für Physik, ist eine am 14. Juli 1966 in Blumenau mit enger Verbindung zur Sociedade Brasileira para o Progresso da Ciência (Brasilianische Gesellschaft für den Fortschritt der Wissenschaft) gegründete naturwissenschaftliche Fachgesellschaft von brasilianischen Physikern.  Ihr Sitz ist in São Paulo, ihr erster Präsident war Oscar Sala.
Die Hauptaktivitäten umfassen die Organisation wissenschaftlicher Tagungen und die Veröffentlichung von vier Fachzeitschriften: Brazilian Journal of Physics, Revista Brasileira de Ensino de Física, Revista de Física Aplicada e Instrumentação und A Física na Escola.

## Präsidenten
Quelle:
- Oscar Sala (1966–1967)
- José Leite Lopes (1967–1969) und (1969–1971)
- Alceu G. Pinho Filho (1971–1973) und (1973–1975)
- José Goldemberg (1975–1977) und (1977–1979)
- Mario Schenberg (1979–1981)
- Herch Moysés Nussenzveig (1981–1983)
- Fernando de Souza Barros (1983–1985)
- Ramayana Gazzinelli (1985–1987)
- Gil da Costa Marques (1987–1989) und (1989–1991)
- Fernando Claudio Zawislak (1991–1993)
- Francisco Cesar Sa Barreto (1993–1995) und (1995–1997)
- Humberto Siqueira Brandi (1999–2001)
- José Roberto Leite (2001–2003)
- Adalberto Fazzio (2003–2005) und (2005–2007)
- Alaor Silvério Chaves (2007–2009)
- Celso Pinto de Melo (2009–2013)
- Ricardo Galvão (2013–2015)
- Belita Koiller (2015–2017), erste Präsidentin
- Mark Assumption Pepper (2017–2019)
- Rogério Rosenfeld (2019–2021)[6]

## Weblink
- Offizielle Website